# آيانا بريسلي
آيانا بريسلي (بالإنجليزية: Ayanna Pressley)‏ هي سياسية أمريكية من أصول أفريقية عضو في الحزب الديمقراطي ولدت في 3 فبراير 1974.